# Крузе, Владимир Михайлович
Владимир Михайлович Крузе (1893—1919) — офицер русской императорской армии, командующий 11-й армией РККА.

## Биография
Образование получил в Виленском военном училище (1914), выпущен в чине подпоручика в 20-й Туркестанский стрелковый полк 6-й Туркестанской стрелковой бригады. Имел ранения и награды. Штабс-капитан. 

## Служба в РККА
Военный руководитель Астраханского губернского военкомата с сентября 1918 года, командующий 11-й армией Каспийско-Кавказского фронта с 30 ноября 1918 по 3 января 1919. Без предупреждения штаба покинул оказавшуюся в трудном положении армию, положение которой считал безнадёжным, прилетел на самолёте в Астрахань (по другим сведениям в Казань) и отказался от должности командующего армией. В результате в сложный момент подготовки к наступлению 11-я армия осталась без руководства. Затем инспектор пехоты 11-й армии, начальник отделения по организации армии Всероглавштаба. Новым командующим был назначен начальник оперативно-разведывательного отдела армии М. К. Левандовский. По одним сведениям скончался в 1919 году, по другим сведениям — персональный пенсионер республиканского значения.